# Centaurea americana
Centaurea americana es una especie botánica de la familia de las asteráceas.

## Descripción
Tiene los pétalos de color rosa  con un centro de color crema. Las flores son de 10 cm de diámetro y se producen desde mayo hasta junio. La planta puede llegar a los 15 cm de altura. El botón floral muestra la apariencia de una cesta.
La planta es cultivada a menudo por su flores vistosas, y puede ser encontrada fuera de su rango nativo como un escape de cultivo.

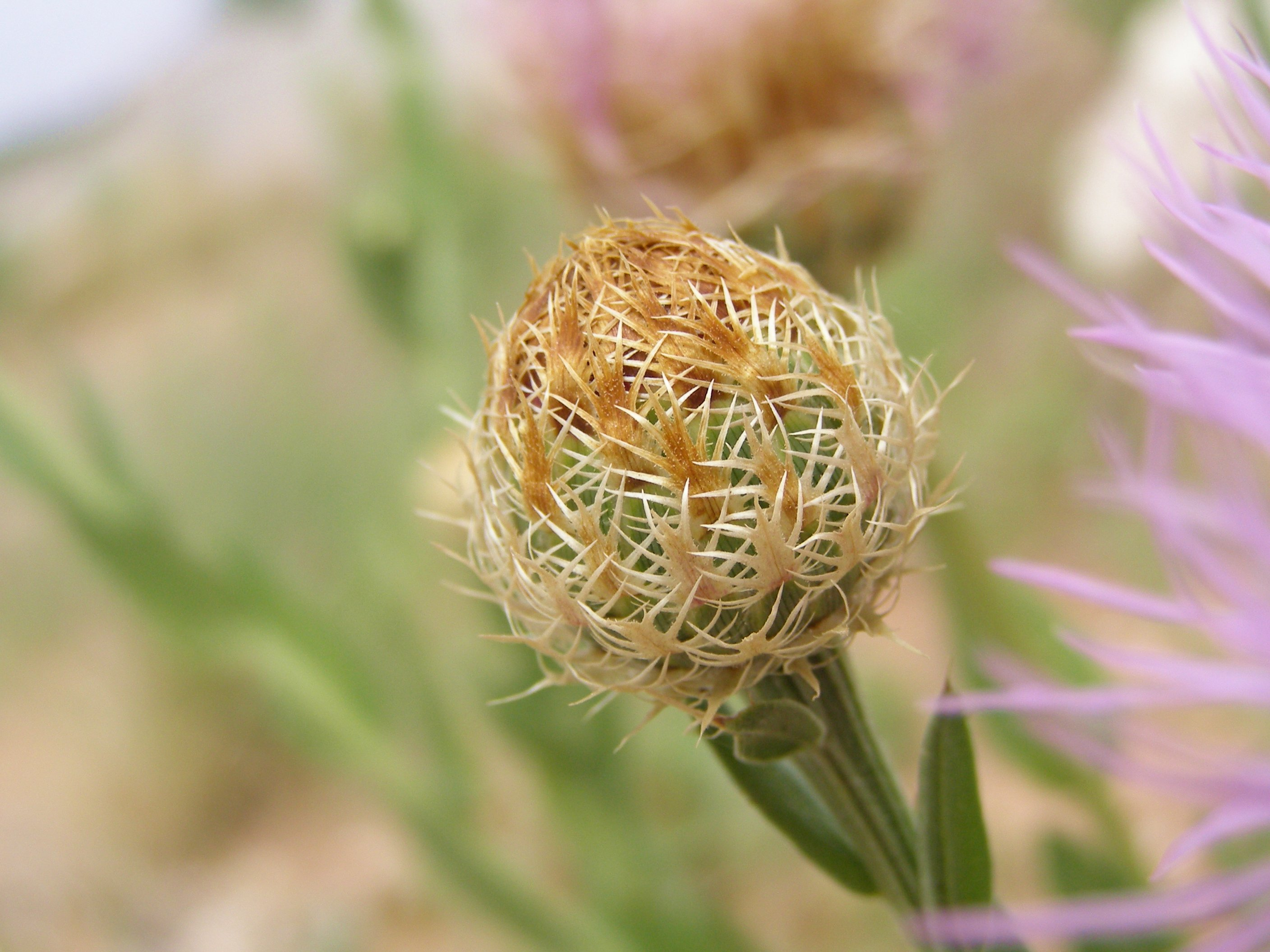
Capullo de flor que muestra la apariencia de una cesta

## Distribución
Es nativa de la zona sur central de Estados Unidos y el noreste de México.

## Taxonomía
Centaurea americana fue descrita por Thomas Nuttall y publicado en Journal of the Academy of Natural Sciences of Philadelphia 2(1): 117–118. 1821.
Etimología
Centaurea: nombre genérico que procede del griego kentauros, hombres-caballos que conocían las propiedades de las plantas medicinales.
americana: epíteto geográfico que alude a su origen en América.
Sinonimia
- Centaurea caroliniana Walter
- Centaurea mexicana DC.
- Centaurea nuttallii Spreng.
- Plectocephalus americanus (Nutt.) D.Don[4][2]